# Nike di Samotracia
La Nike di Samotracia è una scultura in marmo pario (h. 245 cm) di scuola rodia, dalla discussa attribuzione a Pitocrito, databile al 200-180 a.C. circa e oggi conservata al Museo del Louvre di Parigi.

## Storia

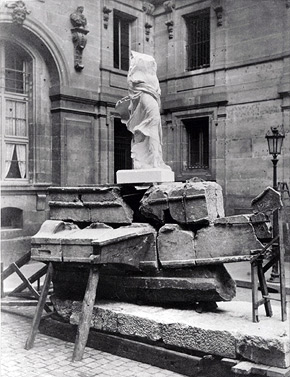
Ricostruzione della Nike (foto del 1879)

La Nike venne presumibilmente scolpita a Rodi in epoca ellenistica per commemorare la vittoria nella battaglia dell'Eurimedonte, in cui la flotta del re siriano Antioco III (guidata da Annibale) combatté contro una piccola flotta di navi di Rodi, che da poco si era schierata dalla parte di Roma nell'ambito della guerra romano-siriaca. L'isola di Samotracia volle commemorare il buon esito del conflitto realizzando un grande tempio votivo in onore dei Grandi Dei Cabiri che si sviluppava su più livelli, dei quali quello alla sommità era occupato proprio dalla Nike (Nίκη). L'autore è sconosciuto, e per quanto sia popolare l'attribuzione a Pitocrito si tratta tuttavia di un errore legato al frammento "Louvre Ma4194" il quale non fa parte del complesso statuario e non è in alcun modo riconducibile a Pitocrito.
Dopo esser rimasta nel santuario dei Grandi Dei di Samotracia per diversi secoli, la Nike scomparve misteriosamente, per poi essere rinvenuta nel 1863 in stato frammentario da Charles Champoiseau, viceconsole francese a Edirne, nella stessa isola egea (all'epoca parte dell'Impero ottomano e nota come Semadirek). Successivamente l'opera fu acquistata dai francesi, che intendevano includerla nelle collezioni del Museo del Louvre, dove arrivò dopo un impervio viaggio che si sviluppò tra Costantinopoli, il Pireo, Marsiglia e infine Parigi. Giunta nella Ville Lumière, la statua venne ricomposta e infine collocata sulla sommità della scala Daru, progettata da Hector Lefuel per raccordare la Galerie d'Apollon e il Salon Carré. Dalla nuova sede del Louvre la Nike venne spostata solo una volta, nel 1939, quando per proteggerla dall'imminente seconda guerra mondiale venne trasportata nel castello di Valençay.
Notevole il restauro svoltosi tra il 2013 e il 2014, con un costo globale di circa quattro milioni di euro, grazie al quale sono state ripristinate tre nuove piume sull'ala sinistra e la cromia originale del marmo pario.

## Descrizione

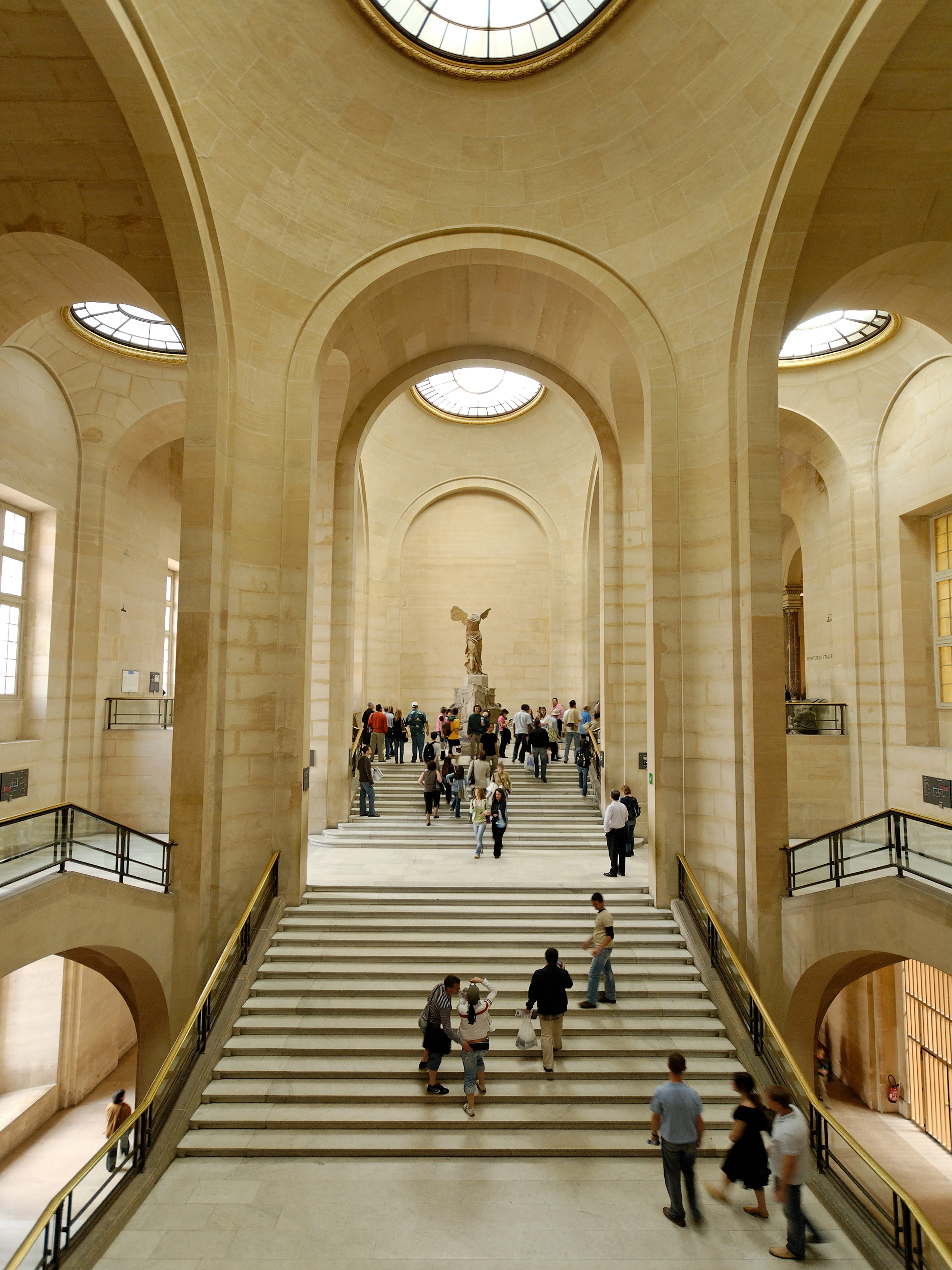
La Nike che si erge maestosa in cima alla scala Daru

La statua, rinvenuta acefala e senza braccia, raffigura Nike, la giovane dea alata figlia del titano Pallante e della ninfa Oceanina Stige. Il suo culto ricevette nuovo impulso dalle fortunate campagne militari di Alessandro Magno. Quindi Nike viene adorata dai Greci come personificazione della vittoria sportiva e bellica. La dea, vestita con un leggero chitone, è qui effigiata nell'atto di posarsi sulla prua di una nave da guerra (il basamento è scolpito nel pregiato marmo di Larthos, proveniente dall'isola di Rodi). Un vento impetuoso investe la figura protesa in avanti, muovendo il panneggio che aderisce strettamente al corpo, e crea un gioco chiaroscurale di pieghette dall'altissimo valore virtuosistico, in grado di valorizzare il risalto dello slancio. Dinamismo e abilità di esecuzione si uniscono quindi in un'opera che concilia spunti dai migliori artisti dei decenni precedenti: il vibrante panneggio fidiaco, gli effetti di trasparenza e leggerezza prassitelici e la tridimensionalità lisippea.
Scolpita nel pregiato marmo pario, la dea posa con leggerezza il piede destro sulla nave, mentre per il fitto battere delle ali, che frenano l'impeto del volo, il petto si protende in avanti e la gamba sinistra rimane indietro. Le braccia sono perdute, ma alcuni frammenti delle mani e dell'attaccatura delle spalle mostrano che il braccio destro era abbassato, a reggere probabilmente il pennone appoggiato alla stessa spalla, mentre il braccio sinistro era sollevato, con la mano aperta a compiere, secondo Marianne Hamiaux, un gesto di saluto, oppure a reggere una corona. La volontà dell'autore della Nike ha esasperato tutto ciò che può suggerire il movimento e la velocità.

## Influenza culturale

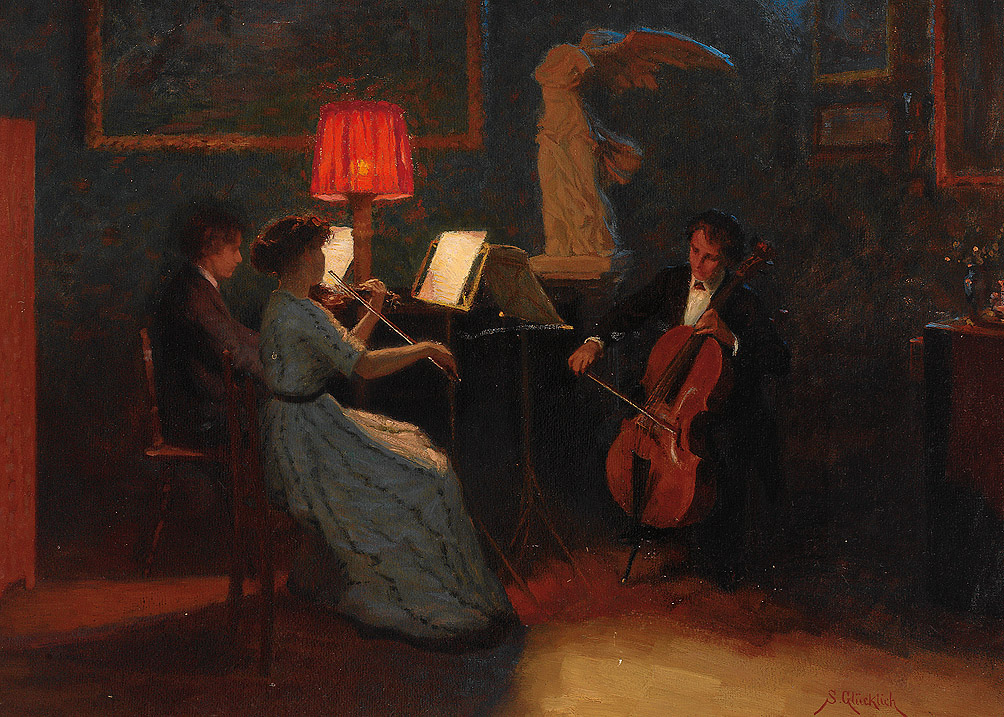
Simon Glücklich, Nocturne. Trio mit Klavier, Geige und Cello; è visibile una riproduzione della Nike sullo sfondo

L'immagine della Nike di Samotracia ha conosciuto una vastissima popolarità, specialmente al principio del XX secolo, quando fu adottata da Filippo Tommaso Marinetti per glorificare il dinamismo della vita moderna. Nel proprio Manifesto del Futurismo Marinetti scrisse: «un'automobile ruggente, che sembra correre sulla mitraglia, è più bello della Vittoria di Samotracia». Alla bellezza ellenistica della Nike, infatti, Marinetti preferisce il fascino roboante dell'automobile, in quanto confacente a quell'«estetica della velocità» sconosciuta agli antichi Greci.
Anche Umberto Boccioni, memore della lezione futurista di Marinetti, plasmò la propria scultura Forme uniche della continuità nello spazio sulle forme della Nike; analogamente fecero Salvador Dalí, che nel 1968 eseguì Les Deux Nike, la Double Victoire de Samotrace, e Evgenij Vučetič, autore della Statua della Madre Russia. Il riferimento più famoso alla Nike, tuttavia, si ha con il logo della Nike, società statunitense presente nel settore nel mercato dell'abbigliamento sportivo. Carolyn Davidson, per realizzare il marchio Nike, si ispirò esplicitamente a una delle ali della statua, per poi farne una stilizzazione: fu così che nacque il simbolo dell'azienda, lo Swoosh.
Per via della grande notorietà raggiunta, la statua è stata soggetta a numerose riproduzioni: a Giardini-Naxos, Montevideo, Linz, Vittorio Veneto, Bilbao, Rio de Janeiro, Montpellier, Las Vegas e altre città si possono trovare copie della Nike.